# 赤石岳
35°27′40″N 138°9′26″E / 35.46111°N 138.15722°E

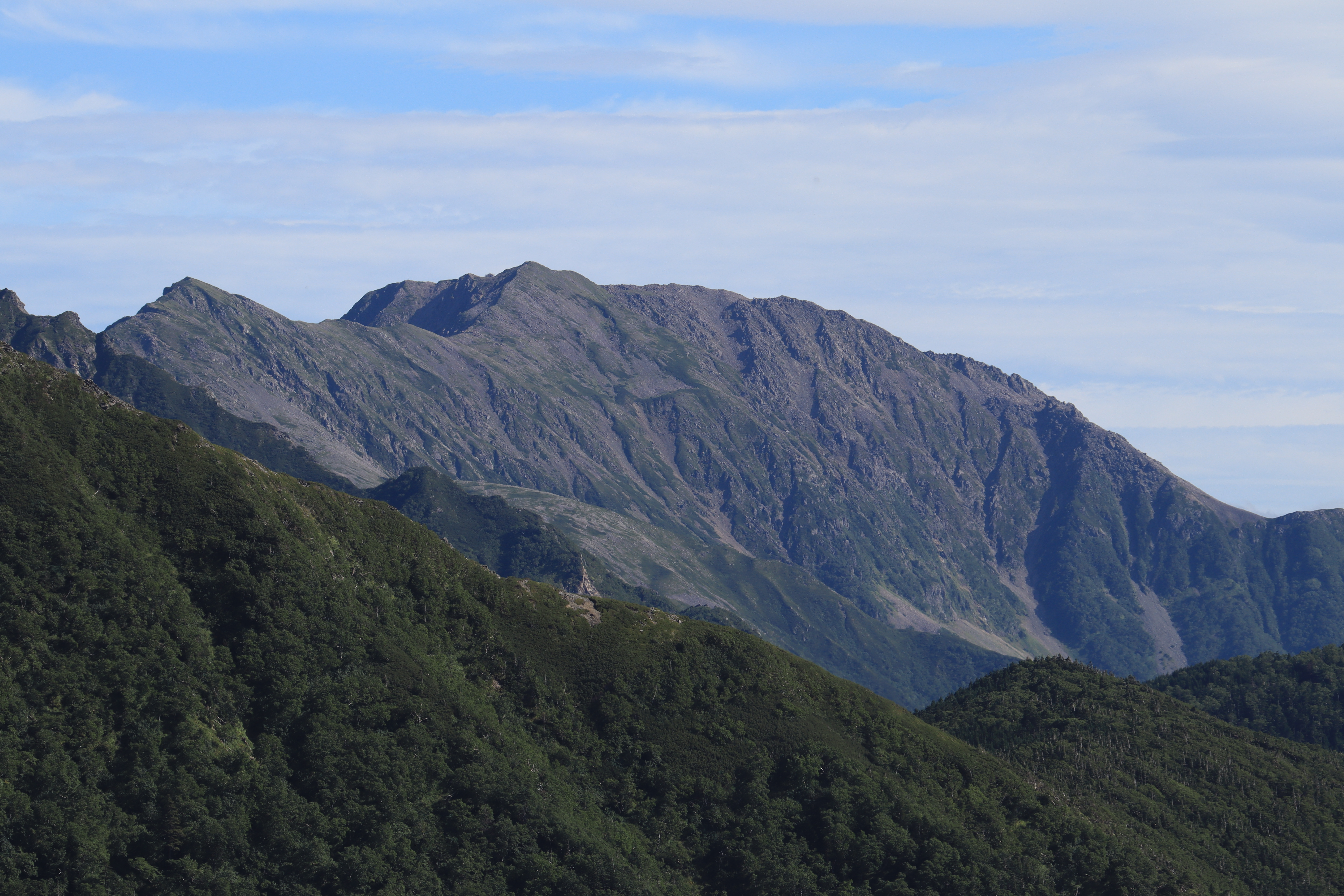
從三伏山望向赤石岳

赤石岳是日本一座橫跨長野縣和靜岡縣的山。赤石山脈的主峰之一。標高3121公尺。日本百名山之一。

## 外部連結
- 维基共享资源上的相關多媒體資源：赤石岳